# Југовизија
Југовизија је био назив за такмичење за песму која ће представљати Југославију на Евровизији.
Југославија је учествовала на такмичењу песме Евровизије 27 пута, све од 1961. године, па до 1992. године, изостала је само 1977, 1978, 1979, 1980, и 1985. године.
Током ових година, на Југовизији су побеђивали музичари из скоро свих шест социјалистичких република од којих се састојала Социјалистичка Федеративна Република Југославија. На Југовизији су песме изводили уметници из Босне и Херцеговине, Хрватске, Македоније, Словеније, Србије и Црне Горе. Извођачи из Хрватске су били најуспешнији на такмичењу Југовизије, победили су 12 пута, а извођачи из Македоније ни једном нису победили на Југовизији.
На Југовизији 1991. су последњи пут наступили учесници из свих југословенских република, a 1992. године на Југовизији у Београду нису учествовали представници Хрватске, Словеније и Македоније.
Од 1992. године, Југославија није учествовала на песми Евровизије, јер се СФРЈ распала током 90-их година двадесетог века.
Социјалистичка Федеративна Република Југославија је победила на песми Евровизије 1989. године песмом "Rock me" коју је извела Рива. Према правилима, такмичење за песму Евровизије 1990. године је одржано у Загребу, граду у некадашњој Југославији, данашњој Хрватској.
Често се дешавало да песме које не однесу победу, постану знатно слушаније од победничких. Током година наступала су најпознатија имена домаће музичке сцене, неки су често и у више наврата покушали да се дочепају евровизијске сцене.

## Хитови Југовизије
| Извођач:                         | Песма:                    |
| -------------------------------- | ------------------------- |
| Тајчи                            | Хајде да лудујемо         |
| Рива                             | Rock me                   |
| Данијел Поповић                  | Џули                      |
| Нови фосили                      | Ја сам за плес            |
| Беби Дол                         | Бразил                    |
| Дорис Драговић                   | Жељо моја                 |
| Екстра Нена                      | Љубим те песмама          |
| Вајта                            | Лејла                     |
| Здравко Чолић                    | Гори ватра                |
| Сребрна крила                    | Мангуп                    |
| Лола Новаковић                   | Не пали светло у сумрак   |
| Тереза Кесовија                  | Музика и ти               |
| Корни група                      | Моја генерација           |
| Слађана Милошевић и Дадо Топић   | Изнад планета (Принцеза)  |
| Лепа Брена                       | Мики, Мићо                |
| Неда Украден                     | Шај роде, шај             |
| Беби Дол                         | Руди                      |
| Јосипа Лисац                     | Гдје Дунав љуби небо      |
| Лепа Брена                       | Ситније Циле, ситније     |
| Данијел Поповић                  | Ма дај обуци левисице     |
| Викторија                        | Рат и мир                 |
| Зерина Цокоја                    | Без тебе                  |
| Макадам                          | Балерина                  |
| Мирјана Беширевић                | Не иди од мене            |
| Беби Дол                         | Зрно нежности             |
| Масимо Савић                     | Само један дан            |
| Сузана Манчић                    | Време нежности            |
| Индекси                          | Била једном једна љубав   |
| Зорана Павић                     | Ритам љубави              |
| Јелена Џоја и Амбасадори         | Кад љубав умире           |
| Вампири                          | Динг, динг, донг          |
| Соња Митровић Хани               | Небо је плакало за нама   |
| Ивана Банфић                     | Дај поведи ме             |
| Зерина Цокоја                    | Нека те пјесмом пробуде   |
| Сестре Баруџија                  | Хеј, хеј врати се         |
| Арнела Конаковић                 | Прва ноћ                  |
| Бајоне                           | Молитва                   |
| Тони Цетински                    | Марина                    |
| Јасна Злокић                     | Све ове дуге године       |
| Оливер Драгојевић                | Џени                      |
| Маја Оџаклијевска                | Ники                      |
| Калиопи                          | Емануел                   |
| Биља Крстић                      | Још један пољубац за крај |
| Хари Мата Хари                   | Небеска краљица           |
| Мери Цетинић                     | Не судите ми ноћас        |
| Сузана Перовић                   | У мени ватру угаси        |
| Борис Новковић и Ноћна стража    | Дајана                    |
| Хелена Благне                    | Наваден мајски дан        |
| Филип Жмахер и Нада              | Земља анђела              |
| Аска                             | Хало, хало                |
| Изолда Баруџија и Владо Калембер | Ciao amore                |